# Xymon
Pour les articles homonymes, voir Hobbit (homonymie) et Big Brother (homonymie).
Xymon est un logiciel libre de supervision d'ordinateur (monitoring en anglais).

## Historique
Xymon s'inspire du logiciel Big Brother System and Network Monitor de Quest Software. De 2002 et 2004, une version open source s'est appelée bbgen toolkit, puis entre 2005 et 2008 Hobbit, mais étant déjà une marque déposée, l'outil a finalement été baptisé Xymon depuis.

## Fonctionnalités
Xymon offre une interface graphique de supervision dans un navigateur web, énumérant les états de différents services sur chaque machine. Il permet de paramétrer des envois de courriels après un certain temps de dégradation, par exemple après 30 minutes d'espace disque utilisé à plus de 90 %. On peut ensuite afficher les statistiques de tous ces services sous forme de graphique.

## Composants logiciels
Chaque machine a besoin du service Xymon client afin d'être surveillée. Il en existe une version pour Windows nommée BBWin.
Enfin, des extensions pour le serveur sont aussi disponibles.

#### Autres logiciels de supervision
- MRTG
- Zabbix
- Nagios
- PRTG
- Ganglia (en)